# John Abercrombie (musicien)
Pour les articles homonymes, voir John Abercrombie et Abercrombie.
John Laird Abercrombie est un guitariste de jazz américain, né le 16 décembre 1944 à Port Chester dans l'État de New York et mort le 22 août 2017 à Cortland.
Il joue aussi parfois de la mandoline électrique et de la « guitare synthétiseur ».

## Biographie
Né à Port Chester, John Abercrombie passe son enfance à Greenwich (Connecticut). Il apprend la guitare à l'âge de 14 ans. À l'époque, il est surtout attiré par le rock, en particulier par Chuck Berry. Son professeur de musique lui fait découvrir le jazz.
De 1962 à 1966, il étudie à la « Berklee College of Music ». En parallèle à ses études, il joue professionnellement dans l'« organ combo » de Johnny "Hammond" Smith. En 1969, il joue dans le groupe « Dreams » aux côtés de Michael Brecker et Randy Brecker. La même année, son diplôme obtenu, il s'installe à New York où il est musicien « free lance ». Il joue et enregistre avec Chico Hamilton, Gato Barbieri, Barry Miles, Billy Cobham, Jeremy Steig, Gil Evans,...
Repéré par le producteur Manfred Eicher, il choisit de sortir ses disques pour « ECM », le label de ce dernier. Pour ECM, il enregistre comme membre du groupe « New Directions » de Jack DeJohnette ou avec d'autres « poulains » du label (Ralph Towner, Collin Walcott, Jan Garbarek,...). Il enregistre aussi comme leader de nombreux albums. En 1979, il forme un quartet régulier Richie Beirach au piano, George Mraz à la contrebasse et Peter Donald à la batterie. Au début des années 1980, il forme aussi un trio avec Marc Johnson à la contrebasse et Peter Erskine à la batterie. Dans les années 1990, il forme un nouveau trio avec Dan Wall à l'orgue Hammond et Adam Nussbaum à la batterie. Depuis, il continue à se produire et à enregistrer abondamment, tout en menant en parallèle une carrière d'enseignant.
Au fil des années, on a pu entendre Abercrombie aux côtés de musiciens comme Dave Liebman, Enrico Rava, Barre Phillips, Bobby Hutcherson, McCoy Tyner, Jim Hall, Andy LaVerne, Michel Petrucciani, Paul Bley, Joe Lovano, Bob Brookmeyer, Tom Harrell, Charles Lloyd, Lee Konitz, Lonnie Smith, Joseph Tawadros...
John Abercrombie a un style immédiatement identifiable qui est la synthèse très personnelle de différentes influences (John Coltrane, Jim Hall, Bill Evans, mais aussi le guitariste country John Fahey).

## Discographie comme leader
- Friends (1971) (Oblivion)
- Timeless (1974) (ECM)
- Gateway (1975) (ECM)
- Sargasso Sea (1976) (ECM)
- Directions (1976) (ECM)
- Gateway 2 (1977) (ECM)
- Characters (1977) (ECM)
- Pictures (1977) (ECM)
- Arcade (1978) (ECM)
- Straight Flight (1979) (JAM)
- Abercrombie Quartet [live] (1979) (ECM)
- M (1980) (ECM)
- Five Years Later (1981) (ECM)
- Solar : The Bebop Album (1982) (Quicksilver)
- Solar (1982) (Palo Alto)
- Drum Strum (1982) (1750 Arch)
- Night (1984) (ECM)
- Current Events (1985) (ECM)
- Witchcraft (1986) (Justin Time)
- Getting There (1987) (ECM)
- John Abercrombie, Marc Johnson & Peter Erskine [live] (1988) (ECM)
- Animato (1989) (ECM)
- Upon a Time An Album of Duets (1989) (New Albion)
- John Abercrombie /Dan Wall /Adam Nussbaum (1992) (ECM)
- While We're Young (1992) (ECM)
- November (1992) (ECM)
- The Toronto Concert [live] (1992) (Maracatu)
- Speak of The Devil (1993) (ECM)
- Nosmo King (1994) (SteepleChase)
- Gateway: Homecoming (1994) (ECM)
- In The Moment (1994) (ECM)
- Now It Can Be Played (1995) (SteepleChase)
- Farewell (1995) (Musidisc)
- Tactics [live] (1996) (ECM)
- Open Land (1999) (ECM)
- The Hudson Project (2000) (Stretch)
- Cat 'n' Mouse (2002) (ECM)
- Class Trip (2003) (ECM)
- Three Guitars (2003) (Chesky)
- Structures[2] (2006) avec Eddie Gomez, Gene Jackson
- The Third Quartet (2007) (ECM)
- Wait Till You See Her (2009) (ECM)
- Within a Song (2012) (ECM)
- 39 Steps (2013) (ECM)
- Up and Coming (2017) (ECM)